# Escueillens-et-Saint-Just-de-Bélengard
Escueillens-et-Saint-Just-de-Bélengard (okzitanisch: Esculhens e Sant Just de Belengard) ist eine südfranzösische Gemeinde mit 151 Einwohnern (Stand: 1. Januar 2022) im Zentrum des Départements Aude in der Region Okzitanien (vor 2016 Languedoc-Roussillon). Die Gemeinde gehört zum Arrondissement Limoux und zum Kanton La Piège au Razès. Die Einwohner werden Escueillengardois genannt.

## Lage
Escueillens-et-Saint-Just-de-Bélengard liegt in der südöstlichen Randzone des Lauragais in der ehemaligen Grafschaft Razès etwa 29 Kilometer südwestlich von Carcassonne. Umgeben wird Escueillens-et-Saint-Just-de-Bélengard von den Nachbargemeinden Hounoux und Montgradail im Norden, Bellegarde-du-Razès im Osten, Monthaut im Südosten, Peyrefitte-du-Razès und Gueytes-et-Labastide im Süden, Lignairolles im Süden und Südwesten, Seignalens im Westen sowie Saint-Gaudéric im Nordwesten.

## Bevölkerungsentwicklung
| Jahr                       | 1962 | 1968 | 1975 | 1982 | 1990 | 1999 | 2006 | 2019 |
| Einwohner                  | 209  | 160  | 168  | 158  | 140  | 140  | 173  | 148  |
| Quellen: Cassini und INSEE |      |      |      |      |      |      |      |      |

## Sehenswürdigkeiten

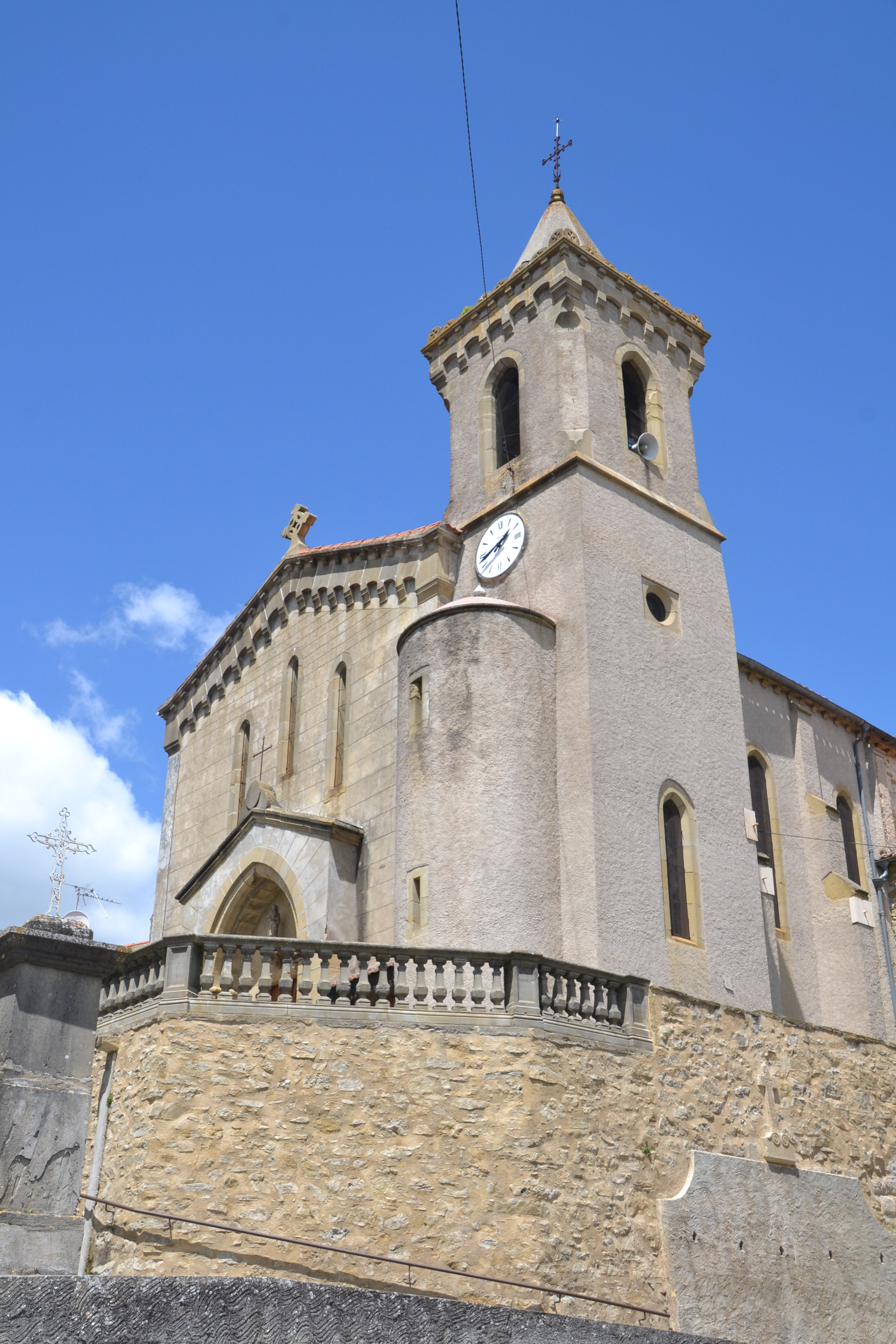
Kirche Saint-Saturnin

- Kirche Saint-Just
- Kirche Saint-Saturnin